# Maria de’ Medici

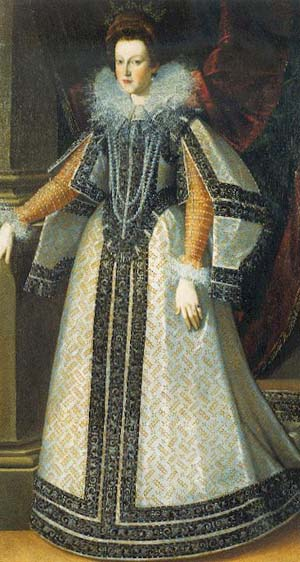
Pietro Facchetti, Maria von Medici, um 1595

Maria de’ Medici (apostrophierte Form von „Maria dei Medici“; französisch Marie de Médicis, deutsch Maria von Medici; * 26. April 1575 im Palazzo Pitti, Florenz; † 3. Juli 1642 in Köln) entstammte väterlicherseits der mächtigen und reichen Florentiner Familie der Medici und war als zweite Frau des französischen Königs Heinrich IV. seit 1600 Königin von Frankreich. 1601 wurde sie Mutter des späteren Ludwig XIII. Nach der Ermordung Heinrichs IV. 1610 übernahm sie mehrere Jahre lang die Regentschaft für den noch unmündigen König. Gegen ihren Widerstand übte ihr Sohn seit 1617 die Herrschaft selbst aus. Obwohl sie den Aufstieg des späteren Kardinals Richelieu förderte, geriet sie später in Gegensatz zu ihm und verlor 1630 den gegen ihn ausgetragenen Machtkampf. Seit 1631 lebte sie im Exil. Die machtbewusste Königinwitwe trat auch als bedeutende Patronin der Künste hervor.

## Leben

### Kindheit

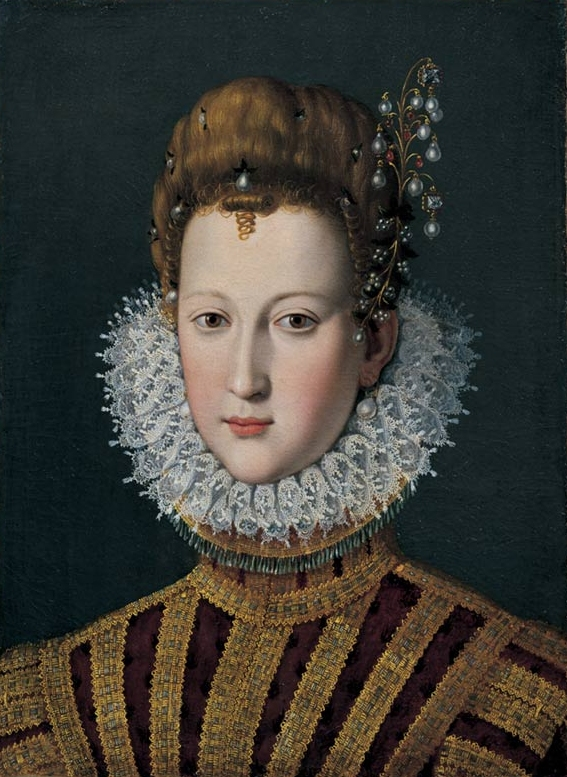
Kindheitsporträt Marias, italienischer Maler

Maria de’ Medici wurde im April 1575 im Palazzo Pitti in Florenz als sechstes von acht Kindern des Großherzogs der Toskana Francesco I. de’ Medici und seiner Frau, der Erzherzogin Johanna von Österreich, geboren. Ihre Kindheit verlief recht einsam und wenig glücklich. Als sie erst drei Jahre war, starb ihre Mutter am 10. April 1578 im Kindbett, und ebenso verlor deren neugeborenes achtes Kind sofort das Leben. Drei weitere Geschwister Marias waren im Kleinkindalter bereits vor Johanna verstorben. Francesco I. de’ Medici vermählte sich bald nach dem Tod seiner Gattin mit seiner Mätresse Bianca Cappello. Maria wuchs nun mit ihren drei noch lebenden Geschwistern Eleonora, Anna und Filippo getrennt von ihrem Vater im Palazzo Pitti auf. 1582 musste sie auch den Tod ihres Bruders Filippo sowie 1584 jenen ihrer Schwester Anna erleben.
Nachdem die einzige verbliebene Schwester Eleonora 1584 mit dem späteren Herzog Vincenzo I. Gonzaga von Mantua verheiratet worden war, wurde eine Ziehschwester für die 9-jährige Maria gesucht. Die Wahl fiel auf die sieben Jahre ältere Leonora Dori, auch bekannt als Leonora Galigaï, die eine enge Freundin Marias wurde und in deren Leben eine wichtige Rolle spielen sollte. Gemeinsam mit Marias Stiefbruder Antonio (1576–1621), der als Sohn Bianca Cappellos galt, erhielten die beiden Mädchen eine gute und umfassende Bildung. Ein weiterer Spielkamerad Marias war ihr Cousin Virginio Orsini.
Am 19. Oktober 1587 starb Marias Vater, nur einen Tag darauf auch dessen Gattin Bianca Cappello. Nun wurde Marias Onkel Ferdinando I. de’ Medici neuer Großherzog der Toskana. Dieser wurde Vormund seiner Nichte und schenkte ihr mehr Zuneigung als deren eigener Vater. Es entwickelte sich auch ein freundschaftliches Band zwischen Maria und Christine von Lothringen, die seit 1589 die Gattin Ferdinandos war.
Ein Jugendporträt zeigt Maria als hübsches Mädchen mit regelmäßigen Zügen, hoher Stirn, hellbraunem Haar, grauen Augen und heller Haut. Sie bekam u. a. Unterricht in den Naturwissenschaften und interessierte sich sehr für Edelsteine, einen sehr kostspieligen Zeitvertreib. Ferner wurde sie in Musik und Malerei ausgebildet, wobei sie in der letztgenannten Disziplin Jacopo Ligozzi zum Lehrer hatte. Sie sollte ihre Vorliebe für die Kunst lebenslang beibehalten. Dagegen erlernte sie nicht Französisch und kümmerte sich auch später nach ihrer Verheiratung mit Heinrich IV. wenig um die Beherrschung dieser Sprache.

### Heirat
Obgleich Maria eine der reichsten Erbinnen Europas war, scheiterten diverse Versuche, sie zu verheiraten. Ihr Onkel Ferdinando I. de’ Medici bemühte sich, den bestmöglichen Gemahl für sie zu finden. Einige Angebote stießen nicht auf ihre Zustimmung; sie wollte sich angeblich nur mit einem König vermählen, da ihr eine Nonne eine solche Krone prophezeit habe. Die entscheidenden Gespräche bezüglich ihrer Eheschließung fanden mit dem zum Katholizismus konvertierten französischen König Heinrich IV. statt. Ein wesentlicher Grund für diese Verbindung waren die hohen Schulden, die der König bei den Medicis aufgenommen hatte. Eine zu erwartende reiche Mitgift Marias würde für Frankreich eine große Entschuldung bedeuten. Heinrich IV. war zwar schon mit Margarete von Valois verheiratet, doch war die Ehe kinderlos geblieben. Deren Annullierung wegen Margaretes Unfruchtbarkeit stand daher im Raum. Der König zog aber offenbar ernsthaft eine Heirat mit seiner Mätresse Gabrielle d’Estrées in Erwägung, in welchem Fall seine Gemahlin einer Auflösung ihrer Ehe nicht zustimmen wollte. Die Verhandlungen über seine Vermählung mit der Medici-Erbin führte für deren Onkel Ferdinando der Kanonikus Francesco Bonciani, sie zogen sich indessen lange dahin. Der plötzliche Tod von Gabrielle d’Estrées (10. April 1599) und die Auflösung von Heinrichs Ehe durch Papst Clemens VIII. nach Margaretes Einwilligung zu diesem Schritt ebneten schließlich den Weg für die Realisierung des lange angestrebten Eheprojekts.
Dennoch stürzte sich Heinrich IV. bald nach Gabrielles Tod in ein neues Liebesabenteuer mit Catherine Henriette de Balzac d’Entragues, die den König dazu brachte, ihr ein schriftliches Eheversprechen zu geben. Bedingung war, dass sie innerhalb von sechs Monaten schwanger werde und einen Sohn gebäre; sie erlitt jedoch eine Fehlgeburt. Am 25. April 1600 wurde schließlich der Heiratsvertrag zwischen Maria und Heinrich IV. unterzeichnet. Ferdinando I. de’ Medici sagte seiner Nichte eine Mitgift in Höhe von 600.000 Gold-Écus zu, von der die Hälfte zur Tilgung der Schulden Heinrichs IV. dienen sollte. Die Ehe wurde am 5. Oktober 1600 in der Kathedrale von Florenz geschlossen. Allerdings war der König nicht persönlich bei der Zeremonie zugegen, sondern ließ sich durch Roger de Saint-Lary, Herzog von Bellegarde, vertreten (Heirat per procurationem), ein zu jener Zeit bei Fürstenheiraten nicht ungewöhnliches Verfahren. Das Ereignis wurde von zehntägigen prunkvollen Feierlichkeiten begleitet.
Mit 17 Galeeren, einem großen Gefolge von 2000 Personen, ihrem Schmuck und ihrer Mitgift segelte Maria am 17. Oktober 1600 von Livorno ab und landete am 9. November in Marseille. Antoinette de Pons, Marquise von Guercheville, empfing die künftige französische Königin, deren Ehrendame sie werden sollte, mit viel Pomp. Maria reiste weiter nach Lyon, wo sie auf ihren mehr als 20 Jahre älteren Bräutigam zu warten hatte, da sich dieser noch auf einem siegreichen Feldzug gegen das Herzogtum Savoyen befand. Der Monarch wollte rasch seine Frau kennenlernen und kam am 9. Dezember knapp vor Mitternacht vor der Stadt an, fand aber die Stadttore verschlossen. Nach einstündiger Wartezeit bekam er Einlass und betrat dann formlos in seiner Reisekleidung das Zimmer Marias, die sich ihm zu Füßen warf. Er küsste sie und bat, sogleich die Nacht mit ihr verbringen zu dürfen, ohne erst die Hochzeit abzuwarten. Außerdem verlieh er seinem Wunsch Ausdruck, möglichst bald einen Thronerben zu erhalten. Die persönliche Heirat des Paars fand am 17. Dezember 1600 in Lyon statt.

### Maria und Heinrich
Bald nach seiner ersten Bekanntschaft mit seiner Gattin ritt Heinrich IV. nach Paris zurück, um sich wieder mit Henriette d’Entragues zu vergnügen. Am 9. Februar 1601 hielt dann Maria ihren Einzug in die Hauptstadt. Der König stellte ihr bei einem Empfang in Gegenwart des ganzen Hofes Henriette vor, die seine ehemalige Mätresse sei. Als die zur Marquise de Verneuil erhobene Favoritin sich vor der Königin verbeugte und deren Rock küsste, drückte Heinrich IV. ihren Kopf noch tiefer. Danach unterhielt sich Henriette mit Maria, als sei sie mit ihr lang befreundet. Gemäß ihrer Erziehung zeigte sich Maria bei diesem unerfreulichen Ereignis selbstbeherrscht.
In der Folgezeit wurde die attraktive, geistreiche und intrigante Mätresse die ärgste Widersacherin Marias. Sie demütigte die Gemahlin des Königs öffentlich, indem sie deren schweren Gang nachahmte und sie „dickes Florentiner Bankierweib“ nannte, ohne dass der König einschritt. Anders als einst Katharina von Medici brachte die eifersüchtige Maria für die Seitensprünge ihres Gemahls kein Verständnis auf und arrangierte sich nicht mit der für sie unveränderbaren Situation; dazu kam noch Henriettes provokantes Verhalten ihr gegenüber. Dementsprechend gab sich die Königin (Krönung allerdings erst am 13. Mai 1610, siehe unten) in ihrer Kritik nicht zurückhaltend, sodass ihre Ehe wenig glücklich verlief. Es gab beständig Streitigkeiten zwischen den Eheleuten sowie zwischen Maria und der maîtresse en titre. Trotzdem behandelte Heinrich IV. seine unversöhnliche Gemahlin aufmerksam und ließ ihr alle zustehenden Ehren erweisen.
In Bezug auf den erwarteten Nachwuchs von seiner Gemahlin hatte Heinrich IV. hingegen nicht zu klagen. Bereits am 27. September 1601 brachte Maria zur großen Freude des Königs im Schloss Fontainebleau den lang ersehnten Thronfolger zur Welt, den späteren Ludwig XIII. Fünf weitere Kinder sollten folgen:
- Isabella (frz. Élisabeth genannt) (* 22. November 1602; † 6. Oktober 1644), ⚭ 1615 Philipp IV., König von Spanien
- Christine (* 10. Februar 1606; † 27. Dezember 1663), ⚭ 1619 Herzog Viktor Amadeus I. von Savoyen
- Nicolas Henri (* 16. April 1607; † 17. November 1611)
- Gaston (* 25. April 1608; † 2. Februar 1660), Herzog von Orléans; ⚭ (1) 1626 Marie de Bourbon; ⚭ (2) 1632 Margarete von Lothringen
- Henriette Marie (* 15. November 1609; † 10. September 1669), ⚭ 1625 Karl I., König von England

Doch auch Henriette d’Entragues brachte am 3. November 1601, also nur einen Monat nach der Geburt des Dauphins durch Maria, ihren Sohn Henri zur Welt. Außerdem gebar sie ihrem königlichen Liebhaber am 21. Januar 1603 eine Tochter, die sie Gabrielle Angélique nannte. Sie betrachtete sich als legitime Gattin des französischen Monarchen und ihre Kinder als die rechtmäßigen Erben der Krone, dafür Marias Kinder als Bastarde. Dass Heinrich IV. seine fünf unehelichen Kinder von Gabrielle d’Estrées und Henriette d’Entragues gemeinsam mit den ehelichen in der Residenz zu Saint-Germain-en-Laye erziehen ließ, verschärfte den Konflikt mit seiner Gattin noch. Der toskanische Botschafter schrieb an seinen Großherzog, dass der Königshof eher einem Bordell als einem Schloss gleiche. Selbst ein 1604 von Henriette d’Entragues und ihrer Familie angezetteltes Komplott gegen das Leben des Königs schadete der Mätresse nicht lange; sie wurde bald wieder die Geliebte Heinrichs IV. Als 1605 die ehemalige Gattin des Herrschers, Margarete von Valois, wieder an den Hof kam, entwickelte sich zwischen ihr und Maria ein gutes Verhältnis.

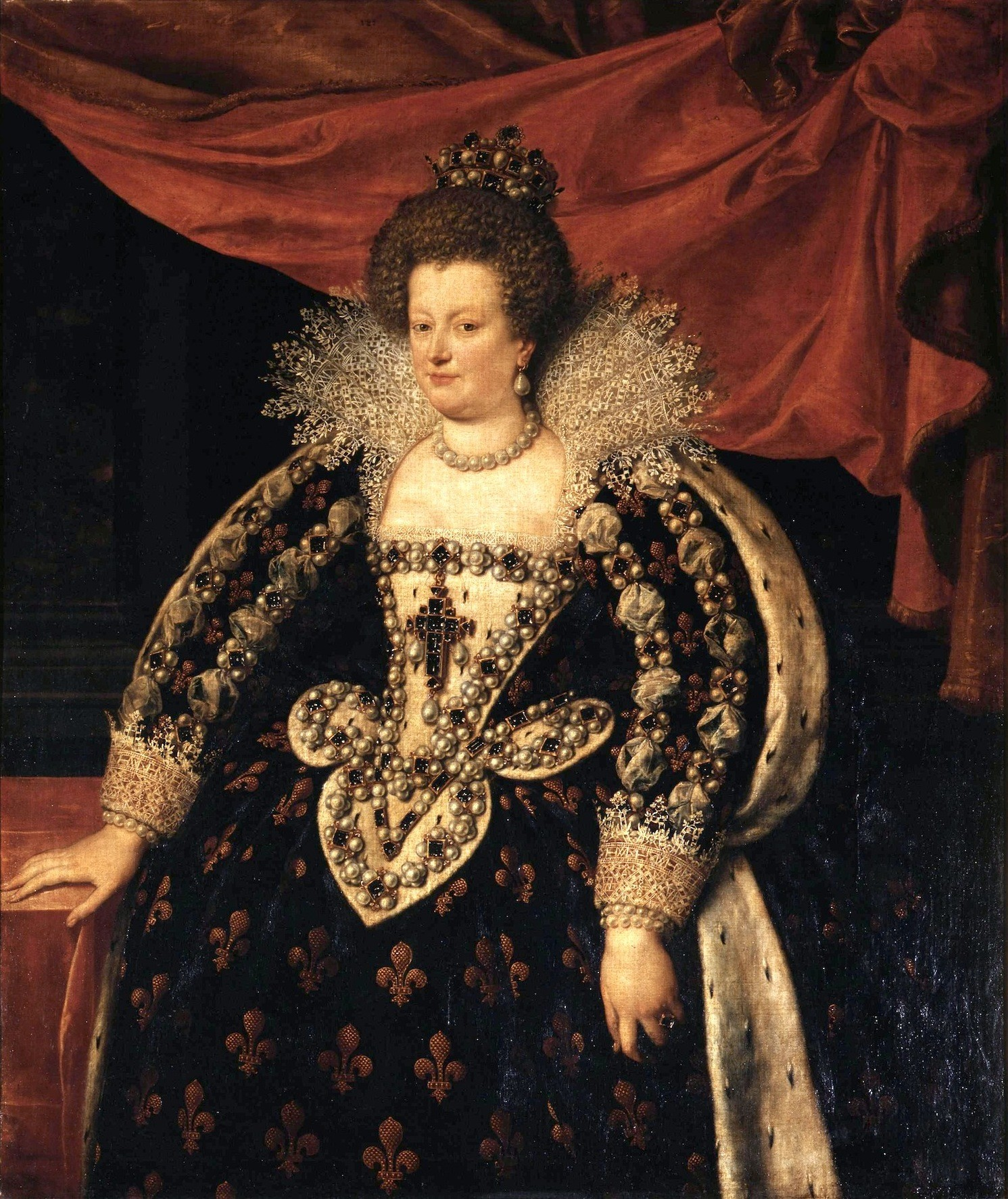
Maria im Krönungsornat, Gemälde von Frans Pourbus dem Jüngeren

Im Gegensatz zu ihrem kinderliebenden Gemahl verhielt Maria sich als recht distanzierte Mutter und entwickelte nur zu ihrem Sohn Gaston eine herzlichere Beziehung. Den sich ebenso eigensinnig wie sie selbst gebärdenden Dauphin ließ sie häufig körperlich züchtigen, wogegen sich Ludwig zur Wehr setzte.
Auf die Politik suchte die ein luxuriöses Leben führende, teure Kleider und Edelsteine schätzende Königin insofern Einfluss zu nehmen, als sie sich bemühte, zur Rekatholisierung Frankreichs beizutragen, wie ihr auch Papst Clemens VIII. aufgetragen hatte. Es gelang ihr durchzusetzen, dass den Jesuiten 1604 die Rückkehr ins Land erlaubt wurde. Darüber hinaus war die mütterlicherseits von den Habsburgern abstammende Königin bestrebt, eine Annäherung zwischen Frankreich und dem katholischen Spanien zu erreichen. Heinrich IV. stand aber mehreren dieser religiös-politischen Projekte seiner Gattin ablehnend gegenüber. Ferner wollte Maria auch – in Anlehnung an die Kulturpolitik ihrer Medici-Verwandtschaft – verstärkte Beziehungen des Hauses Bourbon mit bedeutenden Künstlern fördern und größeren florentinischen Einfluss auf die Kultur Frankreichs herstellen.
Maria ließ sich anscheinend sehr von ihrer machthungrigen Jugendfreundin und nunmehrigen Hofdame Leonora Galigaï und deren ehrgeizigem Gemahl, einem italienischen Abenteurer namens Concino Concini, beherrschen, die beide in ihrem Gefolge nach Paris gekommen waren. Der König fand die Anwesenheit dieses Paares sehr belastend. 1609 verliebte sich der alternde Monarch dann in die erst 15-jährige Adlige Charlotte-Marguerite de Montmorency, deren Gemahl, Henri II. de Bourbon, prince de Condé, sie jedoch zum Zorn des Monarchen dessen Zugriff entzog, indem er sie nach Brüssel unter spanischen Schutz brachte.
Nach langem Drängen erreichte Maria, dass ihr Gatte, als er persönlich in einen neuen Krieg ziehen und in die Spanischen Niederlande einmarschieren wollte, seine Vorbehalte gegen ihre Krönung zur Königin von Frankreich aufgab. Die Maria viel Freude bereitende, durch den Kardinal François de Joyeuse vorgenommene Krönung erfolgte unter großer Prachtentfaltung am 13. Mai 1610 in der Kathedrale von Saint-Denis. Im Falle von Heinrichs Abwesenheit oder Tod konnte sie nun die Regentschaft für den unmündigen Dauphin Ludwig übernehmen. Bereits am folgenden Tag wurde Heinrich IV., bei dem insgesamt 18. Attentat auf ihn, von dem katholischen Fanatiker François Ravaillac erdolcht.

### Regentschaft

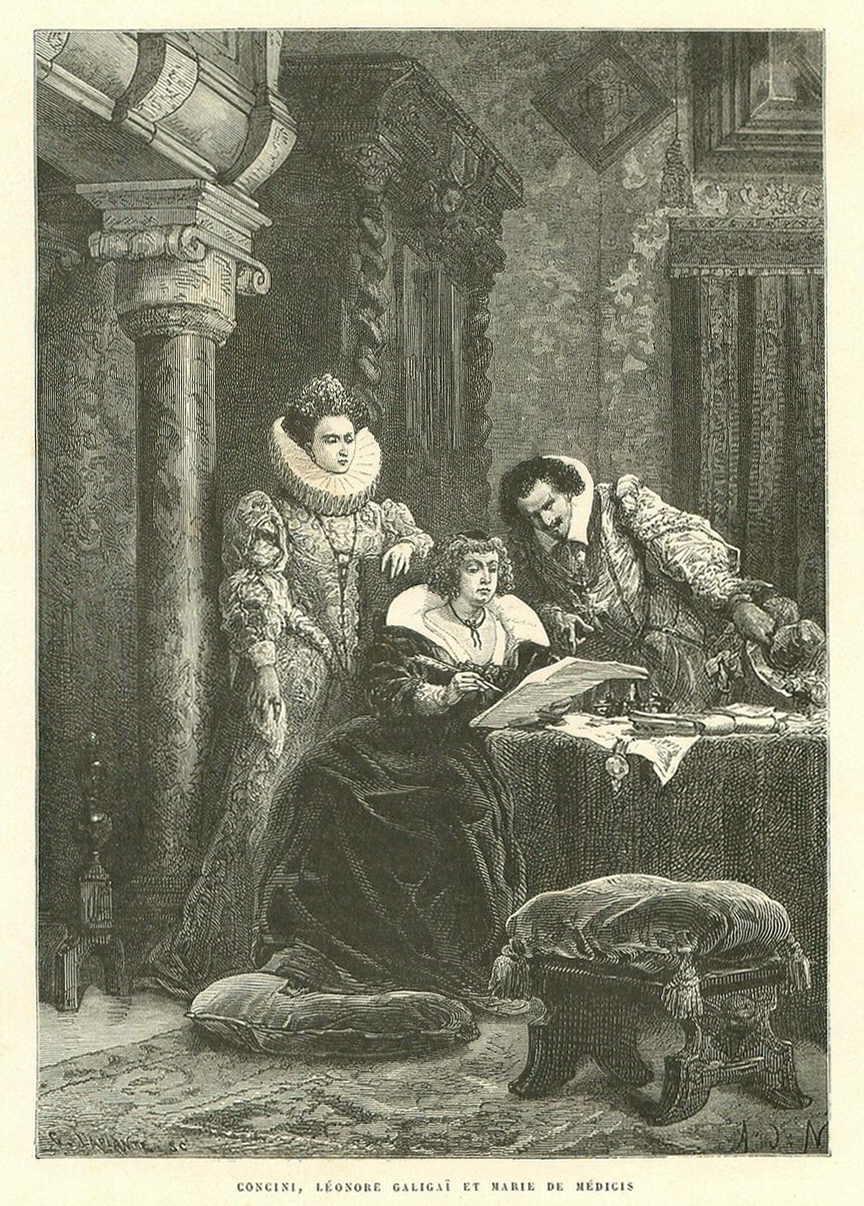
Maria von Medici mit Leonora Galigaï und Concino Concini

Maria schien der plötzliche Tod ihres Gatten nicht sonderlich mitgenommen zu haben, doch trug sie zwei Jahre lang strenge Trauer. Sofort nach der Ermordung Heinrichs IV. sicherte sie sich mit maßgeblicher Hilfe des Herzogs von Épernon, Jean Louis de Nogaret de La Valette, durch einen Beschluss des Parlement de Paris die Funktion der Regentin für ihren minderjährigen ältesten Sohn. Die bisherigen Minister konnten in ihren Ämtern bleiben, doch gewannen bald andere Berater Marias wie Concini immer mehr Einfluss. Am 17. Oktober 1610 fand die Königssalbung Ludwigs XIII. in Reims statt.
Die Regentin stand an der Spitze eines von verschiedenen Machtinteressen zerrissenen Landes, und die daraus resultierenden, bisher durch die Autorität des Monarchen überbrückten Gegensätze brachen nach dessen Tod aus. Nicht nur gab es Spannungen zwischen den Konfessionen, sondern es drohten auch Rebellionen der Aristokraten und äußere Gefahren. Maria suchte aufrührerische Adlige wie den nach Frankreich zurückgekehrten Prince de Condé mit großzügigen finanziellen Geschenken zu gewinnen. Der Minister Sully, ein langjähriger vertrauter Berater und Finanzverwalter Heinrichs IV., hielt diese Entscheidung nicht für richtig und dankte am 26. Januar 1611 ab. Den Hugenotten kam Maria dadurch entgegen, dass sie nicht an den Freiheiten rüttelte, die ihnen das von Heinrich IV. 1598 erlassene Edikt von Nantes garantierte.
Außenpolitisch behielt Maria zunächst die Linie ihres Gatten insofern bei, als sie wie dieser im Jülich-Klevischen Erbfolgestreit die protestantischen Verbündeten weiter unterstützte und deren deutschen, niederländischen und englischen Truppen im August 1610 bei der Eroberung von Jülich half. Ansonsten beendete sie aber die von ihrem Gemahl verfolgte antihabsburgische Linie und suchte stattdessen eine Annäherung an Spanien. Am 30. April 1611 wurde im Vertrag von Fontainebleau eine Doppelhochzeit zwischen Mitgliedern der Königsfamilien der beiden Staaten beschlossen: König Ludwig XIII. sollte mit der spanischen Infantin Anna und Marias Tochter Élisabeth mit dem spanischen Thronfolger, dem späteren Philipp IV., vermählt werden. Diese Allianz beunruhigte die französischen Protestanten und bedeutete auch eine etwa zehnjährige außenpolitische Abstinenz, wodurch der deutsche Kaiser ungestört seine Macht vermehren konnte.
Dass sich Maria so stark von Leonora Galigaï und insbesondere deren Ehemann Concino Concini beeinflussen ließ, rief in Frankreich großen Unmut hervor. Nur zwei Monate nach dem Tod Heinrichs IV. wurde Concini Mitglied des Staatsrates (conseil de l’État) und zum Marquis d’Ancre erhoben. Bald erlangte er eine Machtstellung, die ihn zum eigentlichen Regierungschef machte. Er suchte die Zentralgewalt zu stärken und bereicherte sich außerdem massiv. Nachdem die finanzielle Freigebigkeit der Krone nachließ, kam es ab 1613 zu einer militärischen Revolte Adeliger, an welcher der Prince de Condé führenden Anteil nahm. Die unzufriedenen Barone fühlten sich durch die Regentin und Concini entmachtet, wobei auch Xenophobie eine Rolle spielte. Sie wollten u. a. die spanischen Hochzeiten verhindern und die Einberufung der Generalstände erreichen, ehe Ludwig XIII. volljährig wurde. Obwohl Maria ihnen im von ihr mit Condé ausgehandelten Vertrag von Sainte-Menehould (15. Mai 1614) weit entgegenkam und ihnen große Geldsummen sowie anderweitige Vorteile versprach, wobei etwa Condé 150.000 Écus erhielt, blieben die aufständischen Großen bei ihren kriegerischen Aktivitäten. Daraufhin befahl die Königinwitwe im Juli 1614 einen von einigen Tausend Soldaten unternommenen Feldzug gegen ihre adligen Gegner und zerstreute diese.
Anlässlich der Volljährigkeitserklärung ihres ältesten Sohnes (2. Oktober 1614) ließ Maria prunkvolle Feste ausrichten. Für den 27. Oktober 1614 berief sie die Generalstände ein, die bis zum 23. Februar 1615 tagten. Es war das vorletzte Mal in der Geschichte Frankreichs, dass die Generalstände zusammentraten (letztmals geschah dies 1789 vor dem Ausbruch der Französischen Revolution). Die gegensätzlichen Vorstellungen des Adels, Klerus und Dritten Standes traten offen zutage, doch blieb es bei rein verbalen Auseinandersetzungen. Bei wesentlichen Themen wie der Abschaffung der Ämterkäuflichkeit verliefen die Beratungen zwar im Sande, doch stärkten die Generalstände die Position Marias gegenüber dem Adel und genehmigten auch die von der Regentin vorgesehene Doppelhochzeit ihrer Kinder.
Obwohl Ludwig XIII. nun volljährig und gekrönt und damit regierungsfähig war, wollte Maria ihre bisherige Machtstellung nicht aufgeben. Ihre Regentschaft war zwar vorbei, doch erreichte sie, dass sie de facto alle Befugnisse behielt. Ludwig war aber von seinem ihn liebevoll behandelnden Vater ein Bewusstsein für die ihm bestimmte Rolle eines Kronprinzen vermittelt und in seine künftigen Aufgaben eingeführt worden. Seine herrschsüchtige Mutter zeigte sich ihrem schwierigen und aufsässigen Sohn gegenüber hingegen kühl, behandelte ihn streng, zollte ihm wenig Anerkennung und hielt ihn von den Regierungsgeschäften weiterhin fern. Das emotionale Gleichgewicht des Knaben litt unter dieser Behandlung.
Weil Condé zu neuem Widerstand gegen die monarchische Regierung rüstete und Maria weitere kriegerische Auseinandersetzungen mit den hohen Herren des Reiches fürchtete, führte sie, beraten von den Herzögen von Épernon und Guise, ihre Reise mit ihren beiden zur Verheiratung vorgesehenen Kindern nach Bordeaux unter dem Schutz einer kleinen Armee durch. Hier gingen nun am 18. Oktober 1615 die Ferntrauung Élisabeths mit dem spanischen Thronfolger, dem späteren Philipp IV., und am 21. November 1615 die Hochzeit Ludwigs XIII. mit der Infantin Anna über die Bühne. Maria zwang ihren Sohn zum sofortigen Vollzug der Ehe, wofür er noch nicht vorbereitet war. Von Jesuiten erzogen, hatte er vielmehr asketische Neigungen und eine religiös begründete Furcht vor Sexualität entwickelt. Er sollte erst vier Jahre später wieder das Bett seiner Gemahlin teilen. Maria wollte auch ihrer der Etikette nach im Rang über ihr stehenden Schwiegertochter möglichst wenig Einfluss auf ihren Sohn einräumen, um ihn besser unter Kontrolle halten zu können, und bemühte sich zu diesem Zweck erfolgreich, dass die jungen Eheleute einander nicht verstanden.
Obwohl eine neue Revolte oppositioneller Adliger sich bis in die Provinzen ausbreitete und der Herzog von Rohan die Hugenotten aufwiegelte, kam es nur zu kleineren Scharmützeln. Bei den in Loudun geführten Verhandlungen mit ihren Gegnern ging Maria weitgehend auf deren Forderungen ein. Im Vertrag von Loudun (3. Mai 1616) wurden ihnen großzügig Ämter und Geldleistungen zugestanden. Die Königinwitwe verabschiedete auch den Herzog von Épernon und machte den Prince de Condé zum Vorsitzenden des Kronrats, doch ließ sie Condé am 1. September 1616 verhaften und in der Bastille inhaftieren. Daraufhin flammten die bewaffneten Konflikte wieder auf.
Eine von Marias bedeutendsten politischen Aktionen war die Förderung des jungen Bischofs von Luçon Armand Jean du Plessis, später bekannt als Kardinal Richelieu, auf den sie während der Generalständeversammlung aufmerksam geworden war. Am 25. November 1616 wurde er zum Staatssekretär für Krieg und Außenpolitik ernannt.
Der junge König litt inzwischen immer mehr darunter, dass auch der einflussreichste Günstling seiner Mutter, Concini, ihn rücksichtslos behandelte und ihm jegliche Ausübung von Regierungsgewalt verwehrte. Im April 1617, im Alter von 15 Jahren, befreite sich Ludwig XIII. schließlich mit Unterstützung seines Favoriten Charles d’Albert, duc de Luynes von der Bevormundung seiner Mutter und ihres unpopulären Beraters Concini. Dieser wurde erschossen, seine Frau Leonora Galigaï im Juli 1617 wegen angeblicher Hexerei hingerichtet. Maria wurde zunächst in ihren Räumen wie eine Gefangene behandelt. Trotz ihrer mehrfachen Bitten wollte ihr Sohn sie nicht sehen. Bevor sie im Mai 1617 in das Schloss Blois verbannt wurde, war der junge König nur zu einem kühlen Abschiedsgruß bereit. Richelieu folgte Maria ins Exil.

### Maria, Ludwig und Richelieu

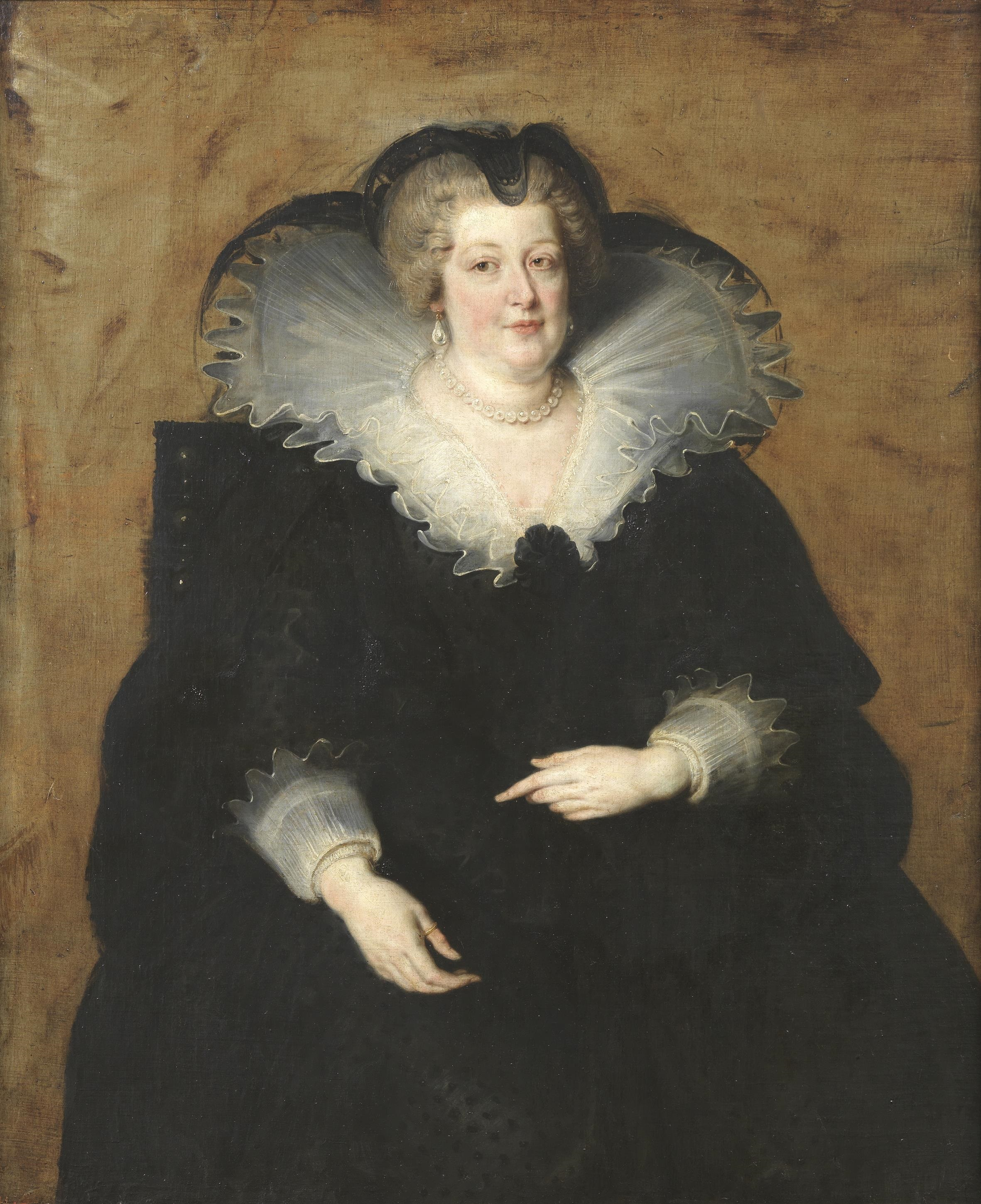
Peter Paul Rubens, Maria von Medici, ca. 1622, Museo del Prado

Aufgrund der Erlaubnis Ludwigs XIII. konnte Maria weiterhin ihre Einkünfte beziehen und so ihr Haus und ihre Getreuen unterhalten. Sie sann aber auf Flucht aus ihrem Hausarrest und gewann den ebenfalls entmachteten Richelieu als wichtigen Verbündeten. Als der König seine Mutter nicht an der am 10. Februar 1619 abgehaltenen Hochzeit ihrer Tochter Christine mit dem späteren Herzog Viktor Amadeus I. von Savoyen teilnehmen ließ, unternahm Maria mit der Unterstützung des Herzogs von Épernon in der Nacht vom 21. auf den 22. Februar 1619 einen erfolgreichen Fluchtversuch aus Blois. Dabei ließ sich die korpulente Königinwitwe, die nur ihre Edelsteinschatulle mitnahm, mit der Hilfe von zwei Männern an einer an ihrem Schlafzimmerfenster befestigten Strickleiter unter großen Anstrengungen die Hauswand hinunter. In einer bereitstehenden Kutsche und in Begleitung mehrerer vom Herzog von Épernon gesandter Herren floh sie zum Schloss von Angoulême.
Nun erregte Maria einen Aufstand gegen ihren königlichen Sohn. Der Konflikt wurde durch Vermittlung Richelieus im Vertrag von Angoulême (30. April 1619) beigelegt. Ludwig XIII. gewährte seiner Mutter, die er am folgenden 5. September zu einer formellen Versöhnung in Couzières traf, völlige Bewegungsfreiheit, ihre Ernennung zur Gouverneurin des Anjou, eine Ehrenwache, den Bezug all ihrer Einkünfte sowie 600.000 Pfund zur Bezahlung ihrer Schulden. Maria residierte in Angers, stiftete aber Anfang Juli 1620 eine neue Rebellion unzufriedener hoher Adliger unter Führung des Herzogs von Épernon gegen ihren Sohn an. Der König stieß auf seinem einmonatigen Feldzug auf wenig Widerstand und eroberte am 7. August 1620 nach einem leichten Kampf einen Vorort von Angers, Les Ponts-de-Cé. Damit war Marias Niederlage besiegelt. Dennoch söhnten sich Mutter und Sohn am 10. August 1620 im Abkommen von Angers aus und Maria durfte wieder an den Pariser Hof zurückkehren.
Am 15. Dezember 1621 starb Charles d’Albert. Danach gelang es Maria, wieder größeres politisches Gewicht zu erlangen. Richelieu bewog sie, sich nachgiebig zu zeigen und gab ihr kluge politische Ratschläge, die dem König so imponierten, dass sie 1622 trotz der Quertreiberei des inzwischen freigelassenen Prince de Condé wieder in den königlichen Beraterstab aufgenommen wurde. Dank ihrer Fürsprache wurde Richelieu am 5. September 1622 zum Kardinal erhoben und stieg 1624 zum führenden Minister des Königs auf. 1625 ließ sich Maria im Palais du Luxembourg nieder, dessen Ostgalerie sie durch eine von Peter Paul Rubens geschaffene, wichtige Episoden ihres Lebens nach ihrer eigenen Deutung illustrierende Gemäldefolge, den so genannten Medici-Zyklus, hatte verschönern lassen.
In der Folgezeit verschlechterten sich die Beziehungen zwischen Maria und Richelieu. Die Königinwitwe musste feststellen, dass ihr einstiger Weggefährte sich nun weniger ihr gegenüber verpflichtet fühlte, sondern am weiteren Ausbau seiner eigenen Macht arbeitete und sich dem König unentbehrlich zu machen suchte. So schmälerte der Kardinal ihren Einfluss auf ihren Sohn und verfolgte von ihren Vorstellungen abweichende politische Ziele. Als überzeugte Anhängerin der römisch-katholischen Kirche und Blutsverwandte der Habsburger lehnte Maria eine außenpolitische Konfrontation Frankreichs mit Spanien und Österreich ab und stand dabei der vom Kardinal Pierre de Bérulle und dem Kanzler Michel de Marillac geführten sog. „Partei der Devoten“ nahe. Für Richelieu hingegen standen die nationalen Interessen Frankreichs im Vordergrund, die er durch die Vormachtstellung der Habsburger gefährdet sah. Daher trat er für deren offensivere Bekämpfung ein, wobei er auch Bündnisse mit protestantischen Fürsten einzugehen bereit war, wenn diese einer Schwächung habsburgischen Einflusses dienten.
Während der Absenz Ludwigs XIII. im Mantuanischen Erbfolgekrieg fungierte Maria 1629 wieder als Regentin. Seit 1629 wurden auch die latenten Spannungen zwischen Maria und Richelieu deutlicher sichtbar. Als der König im September 1630 schwer krank in Lyon weilte, forderte sie von ihm die Entlassung seines ersten Ministers. Nach der Genesung Ludwigs XIII. dauerten die Auseinandersetzungen fort. Bald kam es zur direkten Konfrontation, als die Königinmutter Richelieu nach einer am 10. November 1630 in ihrem Palais du Luxembourg abgehaltenen Ratssitzung aller Ämter enthob, die er an ihrem Hof innehatte. Daraufhin forderte sie ihren Sohn auf, Richelieu auch als Minister zu entlassen. Der Monarch verschob die Entscheidung um einen Tag und suchte vereinbarungsgemäß seine Mutter am nächsten Morgen in ihrem Palais zur Besprechung der weiteren Vorgangsweise auf. Während dieser Unterredung konnte der ebenfalls erschienene, aber nicht eingelassene Richelieu heimlich über eine Nebentreppe in Marias Privatkapelle und von dort in ihr Schlafzimmer gelangen. Maria beschimpfte den Kardinal, der sich rechtfertigen hatte wollen, nun um Vergebung bat und sich auf Befehl des Königs wieder entfernte. Nun stellte Maria ihren Sohn mehr oder minder vor die Wahl zwischen ihr und seinem Minister. Ludwig XIII. begab sich nach Versailles. Die „Partei der Devoten“ und deren Unterstützerin schienen gewonnen zu haben, doch traf sich der König noch am Abend des 11. November 1630, dem sogenannten Journée des dupes („Tag der Betrogenen“), mit Richelieu und versicherte ihn seines Vertrauens. Vielmehr wurde Marillac inhaftiert und Richelieu am 12. November öffentlich in seinen Ämtern bestätigt. Damit hatte Maria den Machtkampf gegen den Kardinal verloren.
Ludwig XIII. wünschte keinen völligen Bruch mit seiner Mutter, die sich aber unnachgiebig zeigte, weiter gegen Richelieu intrigierte und ihren Lieblingssohn Gaston zur Revolte ermunterte. So wurde Maria im Februar 1631 im Schloss Compiègne unter Hausarrest gestellt.

### Exil und Tod
Am 19. Juli 1631 floh Maria in die Spanischen Niederlande unter den Schutz der Infantin Isabella Clara Eugenia, einer Enkelin Katharinas von Medici. Sie wurde in Avesnes mit allen Ehren aufgenommen und begab sich nach einer Zwischenstation in Mons nach Brüssel. Doch hatte der König ihr die Flucht erleichtert, indem er die zu ihrer Bewachung in Compiègne abgestellten Personen hatte zurückrufen lassen. Nun konnte er seiner Mutter, da sie bei den spanischen Feinden Frankreichs Zuflucht gesucht hatte, im August 1631 Hochverrat vorwerfen. Nach Verkündung des Urteils, das sie für schuldig erklärte, wurde sie geächtet und ihr Besitz beschlagnahmt, so dass sie keine eigenen Mittel zu ihrem Unterhalt hatte. Als Folge hiervon wollte kein Fürst sie auf Dauer in seinem Land aufnehmen.
Einige Zeit nach Marias Flucht in die spanischen Niederlande fand sich auch ihr Sohn Gaston bei ihr ein. Die exilierte Königinmutter schlug ein Angebot des Großherzogs Ferdinando II. der Toskana aus, nach Florenz zu übersiedeln. Als Richelieu ihr im Juni 1633 einen freundlichen Brief schrieb, da sie in Gent an einer Krankheit laborierte, antwortete sie schroff. Doch im nächsten Jahr hatte sie so viel Sehnsucht nach Frankreich, dass sie den Kardinal brieflich um eine Aussöhnung bat; dieser riet ihr aber nur zu der von ihr bisher abgelehnten Reise in die Toskana. Als ihr Sohn Gaston im Oktober 1634 einem Angebot Richelieus zur Rückkehr nach Paris Folge leistete, beschwor sie Ludwig XIII. in vielen Schreiben, ihr ebenfalls die Heimkehr zu gewähren, erhielt jedoch nur hinhaltende Repliken.
Im August 1638 verließ Maria heimlich ihr bisheriges Exilland und begab sich in die Vereinigten Niederlande. Da ihr Besuch dieser neuen Republik den Anschein einer offiziellen Anerkennung verlieh und daher als diplomatischer Erfolg betrachtet wurde, durfte sie einen feierlichen, von prächtigen Spielen begleiteten Einzug in Amsterdam halten. Dies wurde von den republikanischen Stadtregenten Andries Bicker, Albert Burgh, Pieter Hasselaer, Antonie Oetgens van Waveren und Abraham Boom organisiert. Die Holländer wollten sich aber nicht wegen ihres Aufenthalts mit Frankreich zerstreiten und für ihre Kosten aufkommen. So begab sich Maria nach einigen Monaten nach England. König Karl I., der mit ihrer Tochter Henriette vermählt war, sprach seiner Schwiegermutter zwar eine Pension von 100 Pfund Sterling pro Tag zu, gab ihr aber zu verstehen, dass sie ein unbequemer Gast sei. In erneuten Briefen bat Maria Richelieu demutsvoll um Vergebung und Unterstützung ihrer Rückkehrwünsche nach Frankreich, erreichte aber letztlich wieder nichts.
Der englische König hatte zunehmend mit sich teilweise auch gegen Maria richtenden Feindseligkeiten zu kämpfen. Am 22. August 1641 verließ Maria London, wurde aber von Philipp IV. abgewiesen, sich wieder in den Spanischen Niederlanden niederzulassen. Auch die Generalstaaten wollten sie nicht mehr aufnehmen. An Gesichtsrose erkrankt, fand sie schließlich im Oktober 1641 in Köln eine bescheidene Bleibe in einem Haus, das ehemals der Familie Rubens gehört hatte.
Obwohl sie Mutter des Königs von Frankreich und der Königinnen von Spanien und England war, verstarb Maria von Medici im Alter von 67 Jahren am 3. Juli 1642 einsam und verarmt in Köln in Rubens’ Haus in der Sternengasse 10. Ihre einbalsamierten Eingeweide wurden in einem Ziegelschacht unter der Achskapelle des Kölner Doms bestattet, während ihre Gebeine auf Befehl Ludwigs XIII. nach Paris überführt und am 4. März 1643 in der Grablege der französischen Könige, der Kathedrale von Saint-Denis, beigesetzt wurden.
Bei der Plünderung der Königsgräber von Saint-Denis während der Französischen Revolution wurde Marias Grab am 15. Oktober 1793 geöffnet und geplündert. Ihre Überreste wurden in einem Massengrab außerhalb der Kirche beerdigt. Im Zuge der bourbonischen Restauration nach 1815 wurden die Massengräber geöffnet und die darin enthaltenen Gebeine, die keinem Individuum mehr zuzuordnen waren, in einem gemeinschaftlichen Ossuarium in der wiederhergestellten Grablege des Hauses Bourbon in der Krypta der Kathedrale von Saint-Denis beigesetzt.

## Maria und die Kunst

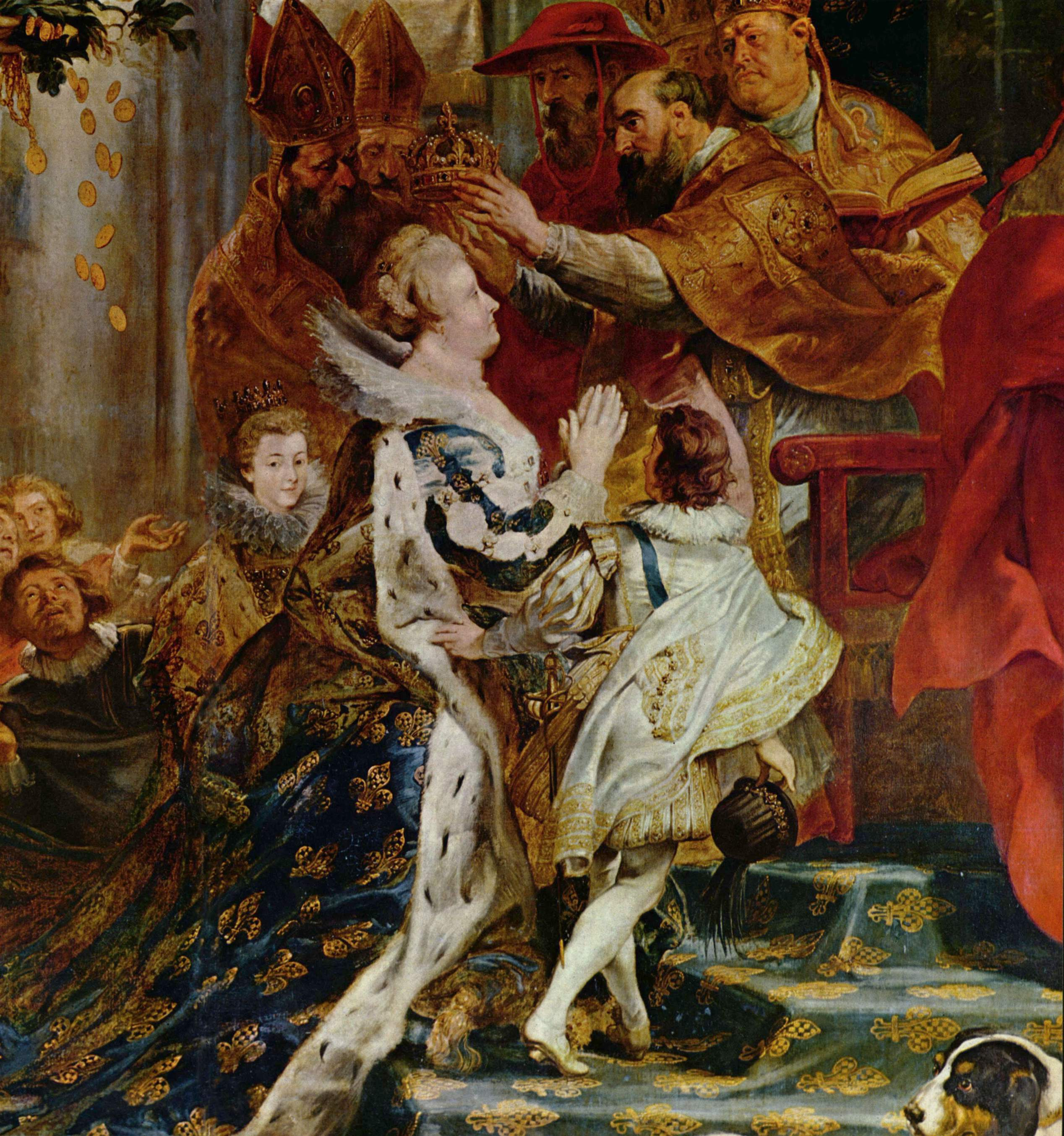
Die Krönung Marias von Peter Paul Rubens

Wie ihre florentinischen Vorfahren nutzte Maria de’ Medici die Kunst, um „grandeur“ zu zelebrieren und eine Legende über ihr Leben und ihre Person zu schaffen. Ihre Art, Kunst als Mittel zum Zweck der Darstellung von Macht einzusetzen, trug wesentlich dazu bei, dass die italienische Kultur in Frankreich weitere Verbreitung fand. Dieser Aspekt in Marias Leben ist Gegenstand neuerer historischer Forschungen.
Sie unterstützte wie keine andere französische Königin vor ihr die Künste. Autoren wie François de Malherbe und Guillaume du Vair oder der Maler Nicolas Poussin verdankten ihre Karriere Marias Mäzenatentum.
Der Bildhauer Giovanni Bologna und sein Schüler Pierre Franqueville schufen 1604 als Geschenk ihres Cousins Cosimo II. für sie ein Reiterstandbild ihres Gemahls Heinrich IV. auf dem Pont Neuf (1614 vollendet), das während der Französischen Revolution 1792 zerstört und 1818 von François-Frédéric Lemot aus der Bronze einer von Napoleon beauftragten Statue des General Disaix ersetzt wurde.
In den Jahren 1615 bis 1620 ließ Maria sich von dem Architekten Salomon de Brosse das Palais du Luxembourg als repräsentativen Witwensitz mit dem angeschlossenen Park Jardin du Luxembourg errichten und von 1622 bis 1625 durch eine Gemäldefolge, den so genannten Medici-Zyklus, von Rubens ausgestalten. Die 24 Bilder zeigen Stationen aus ihrem Leben von ihrer Geburt bis zur Versöhnung mit ihrem Sohn Ludwig XIII. und sind heute im Louvre zu sehen.